# Mistrzostwa Ameryki w koszykówce kobiet
Mistrzostwa Ameryki w koszykówce kobiet (oficjalna nazwa: FIBA Women's AmeriCup) – międzynarodowe rozgrywki koszykarskie z udziałem reprezentacji narodowych kontynentu amerykańskiego odbywające się pod patronatem FIBA Ameryka, od 1989 roku. Są rozgrywane co dwa lata, od 1993 roku. Przerwa między pierwszą, a drugą edycją turnieju wynosiła cztery lata. W turnieju biorą udział reprezentacje z Ameryki Północnej, Centralnej, Południowej oraz Karaibów. Pełnią również rolę kwalifikacji do mistrzostw świata oraz igrzysk olimpijskich.

## Medaliści
| 1989 | (São Paulo)    | Kuba              | 87–84  | Brazylia          | Kanada    | 71-63          | Stany Zjednoczone |
| 1993 | (São Paulo)    | Stany Zjednoczone | 106–92 | Brazylia          | Kanada    | 61-54          | Kuba              |
| 1995 | (Hamilton)     | Kanada            | 80–73  | Kuba              | Portoryko | Według bilansu | Argentyna         |
| 1997 | (São Paulo)    | Brazylia          | 101–95 | Stany Zjednoczone | Kuba      | 81–77          | Argentyna         |
| 1999 | (Hawana)       | Kuba              | 90–87  | Brazylia          | Kanada    | 80–37          | Meksyk            |
| 2001 | (São Luís)     | Brazylia          | 88–83  | Kuba              | Argentyna | Według bilansu | Kanada            |
| 2003 | (Culiacán)     | Brazylia          | 90–81  | Kuba              | Kanada    | 71–34          | Meksyk            |
| 2005 | (Hato Mayor)   | Kuba              | 81–73  | Brazylia          | Kanada    | Według bilansu | Argentyna         |
| 2007 | (Valdivia)     | Stany Zjednoczone | 101–71 | Kuba              | Brazylia  | 73–41          | Argentyna         |
| 2009 | (Cuiabá)       | Brazylia          | 71–48  | Argentyna         | Kanada    | 59–49 OT       | Kuba              |
| 2011 | (Neiva)        | Brazylia          | 74–33  | Argentyna         | Kanada    | 59–46          | Kuba              |
| 2013 | (Xalapa)       | Kuba              | 79–71  | Kanada            | Brazylia  | 66–56          | Portoryko         |
| 2015 | (Edmonton)     | Kanada            | 82–66  | Kuba              | Argentyna | 66–59          | Brazylia          |
| 2017 | (Buenos Aires) | Kanada            | 67–65  | Argentyna         | Portoryko | 75–68          | Brazylia          |
| 2019 | (San Juan)     | Stany Zjednoczone | 67–46  | Kanada            | Brazylia  | 95–66          | Portoryko         |
| 2021 | (San Juan)     | Stany Zjednoczone | 74–59  | Portoryko         | Brazylia  | 87–82 OT       | Kanada            |

## Występy według krajów
| Miejsce | Kraj              | Złoto | Srebro | Brąz | Razem |
| ------- | ----------------- | ----- | ------ | ---- | ----- |
| 1       | Brazylia          | 5     | 4      | 4    | 13    |
| 2       | Kuba              | 4     | 5      | 1    | 10    |
| 3       | Kanada            | 3     | 2      | 7    | 12    |
| 4       | Stany Zjednoczone | 4     | 1      | 0    | 5     |
| 5       | Argentyna         | 0     | 3      | 2    | 5     |
| 6       | Portoryko         | 0     | 1      | 2    | 3     |

## Szczegóły występów
| Zespół                               | 1989 | 1993 | 1995 | 1997 | 1999 | 2001 | 2003 | 2005 | 2007 | 2009 | 2011 | 2013 | 2015 | Razem |
| Argentyna                            | 5    | 7    | 4    | 4    | 5    | 3    | 5    | 4    | 4    | 2    | 2    | 5    | 3    | 13    |
| Brazylia                             | 2    | 2    | –    | 1    | 2    | 1    | 1    | 2    | 3    | 1    | 1    | 3    | 4    | 12    |
| Kanada                               | 3    | 3    | 1    | 5    | 3    | 4    | 3    | 3    | 5    | 3    | 3    | 2    | 1    | 13    |
| Chile                                | –    | 8    | 5    | –    | –    | 5    | 6    | –    | 6    | 6    | 10   | 6    | 8    | 9     |
| Kolumbia                             | –    | –    | –    | 6    | –    | –    | –    | –    | –    | –    | 7    | –    | –    | 2     |
| Kuba                                 | 1    | 4    | 2    | 3    | 1    | 2    | 2    | 1    | 2    | 4    | 4    | 1    | 2    | 13    |
| Dominikana                           | 6    | –    | –    | 8    | 6    | –    | 7    | 6    | –    | 8    | –    | 9    | 10   | 8     |
| Ekwador                              | –    | –    | –    | –    | –    | –    | –    | –    | –    | –    | –    | –    | 7    | 1     |
| Jamajka                              | –    | –    | –    | –    | –    | –    | –    | –    | 8    | –    | 8    | 7    | –    | 3     |
| Meksyk                               | 7    | 5    | –    | –    | 4    | 6    | 4    | –    | 7    | –    | 6    | 10   | –    | 8     |
| Paragwaj                             | –    | –    | –    | –    | –    | –    | –    | –    | –    | –    | 9    | –    | –    | 1     |
| Peru                                 | 8    | –    | –    | –    | –    | –    | –    | –    | –    | –    | –    | –    | –    | 1     |
| Portoryko                            | –    | 6    | 3    | 7    | 7    | –    | –    | 5    | –    | 5    | 5    | 4    | 6    | 9     |
| Stany Zjednoczone                    | 4    | 1    | –    | 2    | –    | –    | –    | –    | 1    | –    | –    | –    | –    | 4     |
| Wenezuela                            | –    | –    | –    | –    | 8    | –    | –    | –    | –    | 7    | –    | 8    | 5    | 4     |
| Wyspy Dziewicze Stanów Zjednoczonych | –    | –    | –    | –    | –    | –    | –    | –    | –    | –    | –    | –    | 9    | 1     |

## Nagrody
MVP
- 2021 – Rhyne Howard
- 2019 – Sylvia Fowles
- 2017 – Nirra Fields
- 2015 – Kia Nurse
- 2013 – Yamara Amargo
- 2011 – Érika de Souza
- 2009 – Adrianinha Pinto
- 2007 – Yaquelín Plutín

Składy najlepszych zawodniczek turnieju
| 2015 - Melisa Gretter - Kia Nurse (MVP) - Yamara Delgado - Clenia Noblet - Tamara Tatham | 2017 - Melisa Gretter - Nirra Fields (MVP) - Allison Gibson - Paola Ferrari - Miranda Ayim | 2019 - Jordin Canada - Diamond DeShields - Sylvia Fowles (MVP) - Damiris Dantas - Kayla Alexander | 2021 - Elissa Cunane - Rhyne Howard (MVP) - Jennifer O'Neill - Manuela Rios - Clarissa dos Santos |

## Liderki statystyczne mistrzostw
| Punkty - 2021 – Jennifer O'Neill – 16,8 - 2019 – Paola Ferrari (PRY) – 19,5 - 2017 – Paola Ferrari (PRY) – 21,8 - 2015 – Yamara Amargo – 15,7 - 2013 – Ziomara Morrison – 23,3 - 2011 – Nicole Louden – 18,8 Javiera Novion – 18,8 - 2009 – Ofelia Villarroel Caraballo – 19 - 2007 – Simone Ann-Marie Edwards – 18,8 - 2005 – Micaela Jacintho – 21 - 2003 – Juana Duran Vallejo – 26 | Zbiórki - 2021 – Aliyah Boston – 9,3 - 2019 – Kayla Alexander – 10,2 - 2017 – Natalie Day – 10,5 - 2015 – Nadia Colhado – 11,3 - 2013 – Gisela Vega – 11,5 - 2011 – Vanessa Gidden – 8,2 Erika Gomez – 8,2 - 2009 – Ofelia Villarroel Caraballo – 10 - 2007 – Fernanda Gutierrez Torres Landa – 8 - 2005 – Érika de Souza – 10,4 - 2003 – Paola Naranjo Postigo – 10,8 | Asysty - 2021 – Manuela Ríos – 5,8 - 2019 – Manuela Ríos – 5,4 - 2017 – Ineidis Casanova – 7,8 - 2015 – Ineidis Casanova – 7,7 - 2013 – Melisa Gretter – 6,3 - 2011 – Erika Valek – 5,8 - 2009 – Adriana Moises – 4,6 - 2007 – Cappie Pondexter – 4,8 - 2005 – Soeli Zakrzeski – 3,8 - 2003 – Adriana Moises – 4,3 |

| Przechwyty - 2017 – Ineidis Casanova – 4,8 - 2015 – Natalie Day – 3 - 2013 – Carla Cortijo – 3,3 - 2011 – Erika Valek – 2,3 - 2009 – Ofelia Villarroel Caraballo – 3,8 - 2007 – Jucimara Dantas – 2,8 - 2005 – Oyanaisy Gelis – 2,2 - 2003 – Janeth Arcain – 3 | Bloki - 2017 – Laura Nunez – 2,2 - 2015 – Nadia Colhado – 2,2 - 2013 – Ziomara Morrison – 2,5 - 2011 – Miranda Ayim – 1,2 - 2009 – Esmary Vargas – 2 - 2007 – Yayma Boulet Peillon – 1,2 - 2005 – Tamara Sutton-Brown – 1,6 - 2003 – Andreina Paniagua – 1,2 |